# Canthydrus ephemeralis
Canthydrus ephemeralis là một loài bọ cánh cứng trong họ Noteridae. Loài này được Watts miêu tả khoa học đầu tiên năm 2001.